# Буксар (округ)
Буксар (англ. Buxar) — округ на западе индийского штата Бихар. Административный центр — город Буксар. Площадь округа — 1624 км². По данным всеиндийской переписи 2001 года население округа составляло 1 402 396 человек. Уровень грамотности взрослого населения составлял 56,80 %, что немного ниже среднеиндийского уровня (59,5 %). По верованиям индуистов, ранее на берегу Ганги на территории округа Буксар находился ашрам риши Вишвамитры.